# گیسلین آنسلمینی
گیسلین آنسلمینی (انگلیسی: Ghislain Anselmini؛ زادهٔ ۶ مهٔ ۱۹۷۰) بازیکن فوتبال سابق اهل فرانسه است که در پست مدافع بازی می‌کرد.
از باشگاه‌هایی که در آن بازی کرده‌است می‌توان به باشگاه فوتبال گنگام و باشگاه فوتبال المپیک لیون اشاره کرد.